# Victoria Selbach

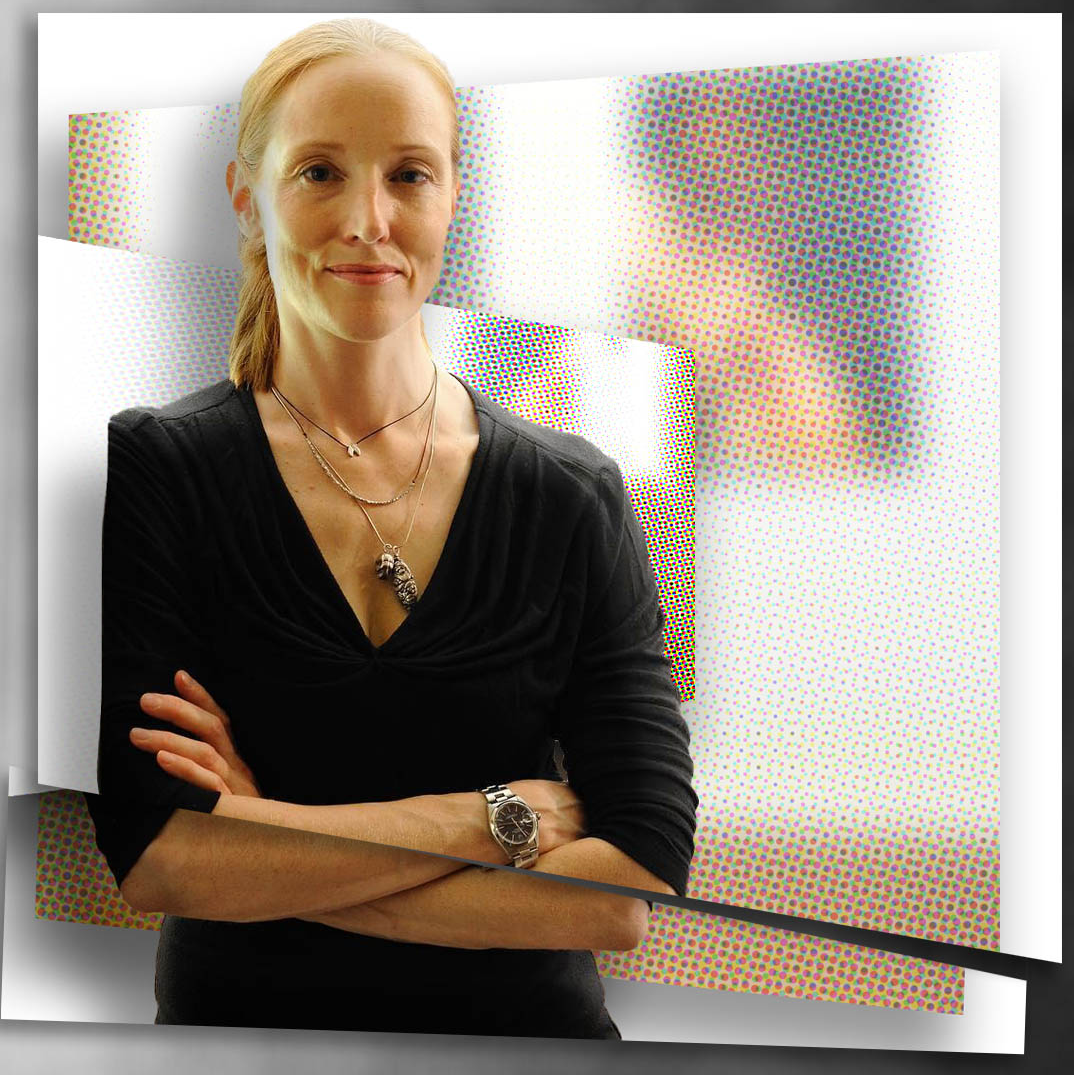
Victoria Selbach (2018)

Victoria Selbach (* 1960 in Pittsburgh) ist eine zeitgenössische realistische US-amerikanische Malerin, die vor allem für ihre kontrastierenden Aktbilder von Frauen bekannt ist. Der Großteil von Selbachs Arbeiten besteht aus Gemälden von Frauen, die in alltäglichen häuslichen Umgebungen erscheinen, beispielsweise in dunklen Innenräumen, am Fenster sitzen oder in den Spiegel blicken, der von hellem Sonnenlicht fleckig beleuchtet wird.

## Leben
Selbach wurde in Pittsburgh, Pennsylvania, geboren und wuchs dort auf. Sie studierte Zeichnen und Pastell am Carnegie Mellon Museum in Pittsburgh und setzte Kunstkurse an der Carnegie Mellon University fort. Später zog sie nach New York City und absolvierte die Parsons School of Design mit einem Abschluss in Modedesign. Nach 20 Jahren im Bereich Corporate Fashion Design entschied sie sich 2008, sich ganz auf die Malerei zu konzentrieren und eine Vollzeitkünstlerin zu werden.
Selbachs Kunstwerke wurden in New York und in den Vereinigten Staaten ausgestellt, darunter das Heckscher Kunstmuseum, das Butler Institute of American Art, das Wausauer Museum für zeitgenössische Kunst und die Kunstsammlung von Howard Tullman.